# Zwarte Hand (afpersing)
Zwarte Hand (Italiaans: Mano Nera, Engels: Black Hand) is een manier van afpersen die bekend werd als handelsmerk van de Camorra en de Maffia.

## Geschiedenis
De wortels van de Zwarte Hand kunnen getraceerd worden tot circa 1750 in het Koninkrijk Napels. De term die hedendaags gebruikt wordt is echter afkomstig van Siciliaanse immigranten die vanaf 1880 in groten getale naar de Verenigde Staten emigreerden. Deze verspreidden de afpersingspraktijken in steden als New York, Philadelphia, New Orleans, Chicago, San Francisco en Detroit. Hoewel vooral de succesvollere immigranten het doelwit waren, wordt vermoed dat 90% van alle Italiaanse immigranten te maken had met afpersingen.

## Tactiek
Een typische Zwarte Hand-tactiek was het versturen van een brief waarin de ontvanger bedreigd werd met fysiek geweld, ontvoering, brandstichting of moord. De ontvanger moest een bepaald bedrag aan contant geld achterlaten op een specifieke plaats. De brieven waren vaak 'versierd' met symbolen als een revolver of een strop, en werden getekend met een zwarte handafdruk met daaronder de Siciliaanse tekst Il Mano Nero (De Zwarte Hand). De Amerikaanse pers schreef de brieven toe aan "De Zwarte Hand Sociëteit", onwetend dat het om tientallen individueel werkende afpersers ging.

## Gevolg
De tenor Enrico Caruso ontving een Zwarte Hand-brief waarin een dolk getekend was en 2.000 dollar geëist werd. Caruso betaalde de afpersers en ontving daarna weer een nieuwe brief met een eis van 15.000 dollar. Caruso begreep dat de afpersers continu nieuwe brieven zouden versturen en schakelde de politie in. Deze arresteerde bij de ophaallocatie twee Italiaanse zakenmannen die het geld kwamen ophalen. Regelmatig ontvingen afpersers, die gebruik maakten van de Zwarte Hand-methode, zelf ook Zwarte Hand-brieven waarbij geld geëist werd. Meestal eindigde dit met dramatische gevolgen. Zo vermoordde in Chicago de beruchte Shotgun Man op klaarlichte dag tientallen mensen op dezelfde straathoek in een periode van een decennium. Wanneer de politie de afpersers op het spoor was, stapten de afpersers over op liquidaties. Zo waren onder andere David Hennessy, hoofd politie van New Orleans, en de New Yorkse politie-luitenant Joseph Petrosino slachtoffers. Eventuele getuigen werden zelfs in de rechtbank geïntimideerd. Het gebruik van de Zwarte Hand-manier in de Verenigde Staten verdween halverwege de jaren 1920. De afpersers gebruikten steeds subtielere manieren om mensen geld afhandig te maken.